# ISO 31000
La norma ISO 31000 "Risk management -- Principles and guidelines" 
in italiano UNI ISO 31000 Gestione del rischio - Principi e linee guida. È una guida che fornisce principi e linee guida generali per la gestione del rischio. Può essere utilizzata da qualsiasi organizzazione pubblica, privata o sociale, associazione, gruppo o individuo, e non è specifica per nessuna industria o settore.
La ISO 31000 può essere applicata nel corso dell'intero ciclo di vita di un'organizzazione, ed essere adottata per molte attività come la definizione di strategie e decisioni, operazioni, processi, funzioni, progetti, prodotti, servizi e beni.
Può inoltre essere applicata a qualsiasi tipo di rischio, sia per conseguenze di tipo positivo che negativo. Essendo una linea guida, NON è certificabile.

## Storia
Nel giugno 2005 l'ISO TMB (Technical Management Board) ha avviato il Project committee ISO/PC262 al quale ha chiesto di sviluppare il progetto ISO 31000. Al termine di circa quattro anni di lavoro, l'ISO 31000 è stata pubblicata per la prima volta il 3 novembre 2009. L'attuale versione in vigore è del febbraio 2018.
Nell'agosto 2012 l'ISO ha trasformato il PC 262 in Technical committee ISO/TC 262 Risk management, diventando così un comitato tecnico permanente sul tema del Risk management.
L'edizione italiana UNI ISO 31000 è stata pubblicata per la prima volta il 25 novembre 2010.

## Principali requisiti della norma
La struttura della ISO 31000 è suddivisa nei seguenti capitoli:
1. Scopo
2. Norme di riferimento
3. Termini e definizioni
4. Principi
5. Quadro di riferimento
6. Processo

La norma definisce il rischio come "effetto dell'incertezza sugli obiettivi", precisando che tale effetto può essere sia positivo che negativo. La parola "rischio", quando l'effetto è positivo, può essere sostituita da "opportunità". Tale definizione è stata ripresa dalle norme ISO recenti basate sul principio del risk based thinking.

## Cronologia
| Anno | Descrizione             |
| ---- | ----------------------- |
| 2009 | ISO 31000 (1ª edizione) |
| 2018 | ISO 31000 (2ª edizione) |